# No se rindan
No se rindan es un álbum recopilatorio de la banda argentina de heavy metal V8, publicado originalmente por Halley Records en 1991.

## Detalles
Fue editado en vinilo y casete en 1991 por Halley Records, conteniendo 10 temas. 
Al ser reeditado en CD por Radio Trípoli y NEMS Enterprises se le agregaron 2 temas adicionales.
Es el único álbum recopilatorio de la banda.

## Lista de canciones
1. "Ideando la fuga"
2. "Brigadas metálicas"
3. "No enloqueceré"
4. "Muy cansado estoy"
5. "Destrucción"
6. "Hiena de metal" (bonus track reedición)
7. "La mano maldita"
8. "Lanzado al mundo hoy"
9. "Antes que los viejos reyes"
10. "Ángeles de las tinieblas"
11. "Momento de luchar"
12. "Cautivos del sistema" (bonus track reedición)

- Los temas 2, 4, 5, 6 y 10 pertenecen al disco Luchando por el metal
- Los temas 3 y 9 pertenecen al disco El fin de los inicuos